# قطعنامه ۹۵۲ شورای امنیت
قطعنامه ۹۵۲ شورای امنیت سازمان ملل متحد که در تاریخ ۲۷ اکتبر ۱۹۹۴ تصویب شد، سندی بین‌المللی دربارهٔ وضعیت در آنگولا است. این قطعنامه طی نشست ۳۴۴۵ام با ۱۵ رای موافق، ۰ مخالف و ۰ ممتنع تصویب شد.